# Oscar a la millor cançó original
L'Oscar a la millor cançó original (en anglès Academy Award for Best Original Song) és un premi cinematogràfic estatunidenc atorgat cada any, des de 1935 per l'Acadèmia de les Arts i les Ciències Cinematogràfiques, la qual atorga igualment tots els altres Oscars.
Aquest premi recompensa els compositors (música) i lletristes d'una cançó escrita per a una pel·lícula. Segons els anys, ha portat diferents títols:  Millor cançó  de 1935 a 1968 i de 1974 a 1975, Millor cançó original per a una pel·lícula  (Song-Original for the Picture) de 1969 a 1973,  Millor cançó original  des de 1976. Com a continuació de la victòria a la 14a cerimònia dels Oscars, el 1942 de The Last Time I Saw París , una cançó escrita per Jerome Kern el 1940 i reutilitzada a la pel·lícula de 1941 Lady Be Good, l'Acadèmia va decidir restringir els nomenaments a les cançons compostes especialment per a un film.
Fins a la 18a cerimònia dels Oscars, el 1946, el nombre de nomenaments era lliure (aquell any, 14). Des de 1947, és fixat en 5, excepcions fetes de 1989, 2006 i 2009 on només tres cançons han estat designades. Contràriament a la majoria de les altres categories, diverses cançons d'una mateixa pel·lícula poden ser designades, el primer cas va ser  Fama  a la 53a cerimònia dels Oscars, el 1981.

## Elegibilitat
Des de 2019, les normes de l'Acadèmia estipulen que "una cançó original consta de paraules i música, ambdues originals i escrites específicament per a la pel·lícula. Hi ha d'haver una interpretació substancial, intel·ligible i clarament audible (no necessàriament presentada visualment) tant de lletra com de melodia, utilitzats al cos de la pel·lícula o com a primer senyal musical als crèdits finals."
El requisit original era només que la cançó nominada aparegués en una pel·lícula durant l'any anterior. Aquesta regla es va canviar després dels Premis de l'Acadèmia de 1941, quan The Last Time I Saw Paris, de la pel·lícula Lady Be Good, amb música de Jerome Kern i lletra de Oscar Hammerstein II, va guanyar. Kern es va molestar perquè la seva cançó guanyés perquè s'havia publicat i gravat abans que s'utilitzessin a la pel·lícula. Kern estava molest perquè pensava que Blues in the Night de Harold Arlen (música) i Johnny Mercer (lletra) hauria d'haver guanyat. La cançó de Kern va ser escrita el 1940, després que els alemanys ocupessin París a l'inici de la Segona Guerra Mundial. Va ser gravada per Kate Smith i va assolir el 8è lloc de la llista de més venuts abans de ser utilitzada a la pel·lícula.
Kern va aconseguir que l'Acadèmia canviés la regla perquè només poguessin guanyar les cançons "originals i escrites específicament per a la pel·lícula". Cançons que es basen en material mostrat o reelaborat juntament amb versions, remixes i paròdies, com ara Gangsta's Paradise (que utilitza un sample de Pastime Paradise de Stevie Wonder) a la pel·lícula de 1995 Dangerous Minds, tampoc no són elegibles.
Aquesta regla vol dir que quan una pel·lícula és adaptada a partir d'un musical d'un escenari produït prèviament, cap de les cançons existents del musical és elegible. Com a resultat, moltes adaptacions cinematogràfiques recents de musicals han inclòs cançons originals que podrien ser nominades, com ara You Must Love Me a la pel·lícula de 1996 Evita (guanyat) i Listen, Love You I Do, Patience a la pel·lícula del 2006 Dreamgirls, i Suddenly a la pel·lícula de 2012 Les Misérables.
Hi va haver un debat sobre si Glen Hansard i Marketa Irglova, que van rebre l'Oscar el 2008 per Falling Slowly, eren de fet elegibles. Falling Slowly s'havia publicat en dos àlbums més: The Swell Season, el projecte duo de Hansard i Irglova, i The Cost, de la banda de Hansard The Frames. The Swell Season es va estrenar l'agost de 2006, i The Cost el febrer de 2007, abans de l'estrena d'Once. També es va utilitzar a la pel·lícula Beauty in Trouble i es va estrenar a la seva banda sonora el setembre de 2006. Tanmateix, el comitè de música de l'AMPAS va determinar que, durant la llarga producció de la pel·lícula, els compositors havien "tocat la cançó en alguns llocs que es consideraven prou intrascendentes com per no canviar l'elegibilitat de la cançó". El mateix problema va sorgir dos anys abans amb In the Deep de Crash, que va aparèixer a l'àlbum de 2003 de Bird York The Velvet Hour després de ser escrit per a Crash, però abans de l'estrena de la pel·lícula. La regla actual de l'Acadèmia diu que una cançó apte "s'ha d'enregistrar per utilitzar-la a la pel·lícula abans de qualsevol altre ús", de manera que els enregistraments publicats abans de la pel·lícula no desqualificaran una cançó sempre que la versió de la pel·lícula s'hagi gravat abans.

## Palmarès
Una altra categoria recompensa paral·lelament des de 1935 la millor banda sonora. De 1971 a 1985, aquesta categoria comprèn la  Millor cançó i adaptació musical  (Original Song Score and Adaptation), recompensant el conjunt de les cançons d'una pel·lícula i no una sola com l'Oscar a la millor cançó original.
 Nota:  L'any indicat és el de la cerimònia, premiant les pel·lícules estrenades en el transcurs de l'any anterior Els llorejats són indicats al capdavant de cada categoria i en negreta.

## Guanyadors i nominats

### Dècada de 1930
| Any  | Pel·lícula                     | Cançó                               | Música               | Lletra                      | Intèrprets                                                                                              |
| ---- | ------------------------------ | ----------------------------------- | -------------------- | --------------------------- | --- |
| 1934 | L'alegre divorciada            | «The Continental»                   | Con Conrad           | Herb Magidson               | Fred Astaire, Ginger Rogers, Erik Rhodes i Lillian Miles                                                |
| 1934 | Volant cap a Rio de Janeiro    | «Carioca»                           | Vincent Youmans      | Edward Eliscu Gus Kahn      | Alice Gentle, Movita i Etta Moten                                                                       |
| 1934 | She Loves Me Not               | «Love in Bloom»                     | Ralph Rainger        | Leo Robin                   | Bing Crosby i Kitty Carlisle                                                                            |
| 1935 | Gold Diggers of 1935           | «Lullaby of Broadway»               | Harry Warren         | Al Dubin                    | Wini Shaw                                                                                               |
| 1935 | Roberta                        | «Lovely to Look At»                 | Jerome Kern          | Dorothy Fields Jimmy McHugh | Irene Dunne, Fred Astaire i Ginger Rogers                                                               |
| 1935 | Barret de copa                 | «Cheek to Cheek»                    | Irving Berlin        | Irving Berlin               | Fred Astaire                                                                                            |
| 1936 | En ales de la dansa            | «The Way You Look Tonight»          | Jerome Kern          | Dorothy Fields              | Fred Astaire Georges Metaxa Fred Astaire, Georges Metaxa, Helen Broderick, Victor Moore i Ginger Rogers |
| 1936 | Born to Dance                  | «I've Got You Under My Skin»        | Cole Porter          | Cole Porter                 | Virginia Bruce                                                                                          |
| 1936 | Pennies from Heaven            | «Pennies from Heaven»               | Arthur Johnston      | Johnny Burke                | Bing Crosby                                                                                             |
| 1936 | Sing, Baby, Sing               | «When Did You Leave Heaven»         | Richard A. Whiting   | Walter Bullock              | Tony Martin                                                                                             |
| 1936 | Suzy                           | «Did I Remember»                    | Walter Donaldson     | Harold Adamson              | Jean Harlow (doblada per Eadie Adams) Cary Grant                                                        |
| 1936 | The Trail of the Lonesome Pine | «A Melody from the Sky»             | Louis Alter          | Sidney D. Mitchell          | Fuzzy Knight i Henry Fonda                                                                              |
| 1937 | Waikiki Wedding                | «Sweet Leilani»                     | Harry Owens          | Harry Owens                 | Bing Crosby                                                                                             |
| 1937 | Artists and Models             | «Whispers in the Dark»              | Friedrich Hollaender | Leo Robin                   | Connee Boswell i Andre Kostelanetz                                                                      |
| 1937 | Mr. Dodd Takes the Air         | «Remember Me»                       | Harry Warren         | Al Dubin                    | Kenny Baker                                                                                             |
| 1937 | Ritme boig                     | «They Can't Take That Away from Me» | George Gershwin      | Ira Gershwin                | Fred Astaire                                                                                            |
| 1937 | Walter Wanger's Vogues of 1938 | «That Old Feeling»                  | Sammy Fain           | Lew Brown                   | Virginia Verrill                                                                                        |
| 1938 | The Big Broadcast of 1938      | «Thanks for the Memory»             | Ralph Rainger        | Leo Robin                   | Bob Hope Shirley Ross                                                                                   |
| 1938 | Alexander's Ragtime Band       | «Now It Can Be Told»                | Irving Berlin        | Irving Berlin               | Don Ameche Alice Faye                                                                                   |
| 1938 | Amanda                         | «Change Partners»                   | Irving Berlin        | Irving Berlin               | Fred Astaire                                                                                            |
| 1938 | The Cowboy and the Lady        | «The Cowboy and the Lady»           | Lionel Newman        | Arthur Quenzer              | Coral                                                                                                   |
| 1938 | Going Places                   | «Jeepers Creepers»                  | Harry Warren         | Johnny Mercer               | Louis Armstrong Dick Powell                                                                             |
| 1938 | The Lady Objects               | «A Mist Over the Moon»              | Ben Oakland          | Oscar Hammerstein II        | Lanny Ross                                                                                              |
| 1938 | Mannequin                      | «Always and Always»                 | Edward Ward          | Chet Forrest Bob Wright     | Joan Crawford                                                                                           |
| 1938 | Merrily We Live                | «Merrily We Live»                   | Phil Charig          | Arthur Quenzer              | Coral                                                                                                   |
| 1938 | That Certain Age               | «My Own»                            | Jimmy McHugh         | Harold Adamson              | Deanna Durbin                                                                                           |
| 1938 | Under Western Stars            | «Dust»                              | Johnny Marvin        | Johnny Marvin               | Roy Rogers                                                                                              |
| 1939 | El màgic d'Oz                  | «Over the rainbow»                  | Harold Arlen         | E.Y. Harburg                | Judy Garland                                                                                            |
| 1939 | Els viatges de Gulliver        | «Faithful Forever»                  | Ralph Rainger        | Leo Robin                   | Jessica Dragonette i Lanny Ross                                                                         |
| 1939 | Love Affair                    | «Wishing»                           | Buddy DeSylva        | Buddy DeSylva               | Coral                                                                                                   |
| 1939 | Second Fiddle                  | «I Poured My Heart into a Song»     | Irving Berlin        | Irving Berlin               | Tyrone Power Rudy Vallee                                                                                |

### Dècada de 1940
| Any  | Pel·lícula                       | Cançó                                      | Música                              | Lletra                              | Intèrprets |
| ---- | -------------------------------- | ------------------------------------------ | ----------------------------------- | ----------------------------------- | --- |
| 1940 | Pinotxo                          | «When You Wish upon a Star»                | Leigh Harline                       | Ned Washington                      | Cliff Edwards |
| 1940 | Down Argentine Way               | «Down Argentine Way»                       | Harry Warren                        | Mack Gordon                         | Betty Grable i Don Ameche The Nicholas Brothers |
| 1940 | Hit Parade of 1941               | «Who Am I?»                                | Jule Styne                          | Walter Bullock                      | Kenny Baker i Frances Langford |
| 1940 | Music in My Heart                | «It's a Blue World»                        | Chet Forrest Bob Wright             | Chet Forrest Bob Wright             | Tony Martin |
| 1940 | Rhythm on the River              | «Only Forever»                             | James V. Monaco                     | John Burke                          | Bing Crosby Mary Martin i Bing Crosby |
| 1940 | Second Chorus                    | «Love of My Life»                          | Artie Shaw                          | Johnny Mercer                       | Fred Astaire |
| 1940 | Spring Parade                    | «Waltzing in the Clouds»                   | Robert Stolz                        | Gus Kahn                            | Deanna Durbin |
| 1940 | Strike Up the Band               | «Our Love Affair»                          | Roger Edens Arthur Freed            | Roger Edens Arthur Freed            | Judy Garland i Mickey Rooney |
| 1940 | You'll Find Out                  | «I'd Know You Anywhere»                    | Jimmy McHugh                        | Johnny Mercer                       | Ginny Simms Harry Babbitt |
| 1941 | Lady Be Good                     | «The Last Time I Saw Paris»                | Jerome Kern                         | Oscar Hammerstein II                | Ann Sothern |
| 1941 | All-American Co-ed               | «Out of the Silence»                       | Lloyd B. Norlin                     | Lloyd B. Norlin                     | Frances Langford i coral |
| 1941 | Blues in the Night               | «Blues in the Night»                       | Harold Arlen                        | Johnny Mercer                       | William Gillespie Richard Whorf |
| 1941 | Buck Privates                    | «Boogie Woogie Bugle Boy»                  | Hughie Prince                       | Don Raye                            | The Andrews Sisters |
| 1941 | Dumbo                            | «Baby Mine»                                | Frank Churchill                     | Ned Washington                      | Betty Noyes |
| 1941 | Las Vegas Nights                 | «Dolores»                                  | Louis Alter                         | Frank Loesser                       | The Mexican Trio Bert Wheeler i Tommy Dorsey & His Orchestra                                                                                                   |
| 1941 | Ridin' on a Rainbow              | «Be Honest with Me»                        | Gene Autry Fred Rose                | Gene Autry Fred Rose                | Gene Autry |
| 1941 | Sun Valley Serenade              | «Chattanooga Choo Choo»                    | Harry Warren                        | Mack Gordon                         | Glenn Miller i la seva orquestra Tex Beneke, Paula Kelly, and The Modernaires,                                                                                 |
| 1941 | You'll Never Get Rich            | «Since I Kissed My Baby Goodbye»           | Cole Porter                         | Cole Porter                         | The Four Tones |
| 1942 | Holiday Inn                      | «White Christmas»                          | Irving Berlin                       | Irving Berlin                       | Bing Crosby Bing Crosby i Martha Mears (doblada per Marjorie Reynolds)                                                                                         |
| 1942 | Always in My Heart               | «Always in My Heart»                       | Ernesto Lecuona                     | Kim Gannon                          | Walter Huston Walter Huston i Gloria Warren |
| 1942 | Babes on Broadway                | «How About You?»                           | Burton Lane                         | Ralph Freed                         | Mickey Rooney i Judy Garland |
| 1942 | Bambi                            | «Love Is a Song»                           | Frank Churchill                     | Larry Morey                         | Donald Novis |
| 1942 | Flying with Music                | «Pennies for Peppino»                      | Edward Ward                         | Chet Forrest Bob Wright             | Billy Roy i coral |
| 1942 | Hellzapoppin'                    | «Pig Foot Pete»                            | Gene de Paul                        | Don Raye                            | Martha Raye |
| 1942 | The Mayor of 44th Street         | «There's a Breeze on Lake Louise»          | Harry Revel                         | Mort Greene                         | Anne Shirley |
| 1942 | Orchestra Wives                  | «(I've Got a Gal in) Kalamazoo»            | Harry Warren                        | Mack Gordon                         | Glenn Miller i la seva orquestra Tex Beneke, Marion Hutton i The Modernaires Fayard Nicholas i Harold Nicholas                                                 |
| 1942 | Ballant neix l'amor              | «Dearly Beloved»                           | Jerome Kern                         | Johnny Mercer                       | Xavier Cugat i la seva orquestra i Fred Astaire Rita Hayworth (doblada per Nan Wynn)                                                                           |
| 1942 | Youth on Parade                  | «I've Heard That Song Before»              | Jule Styne                          | Sammy Cahn                          | Martha O'Driscoll (doblada per Margaret Whiting) |
| 1943 | Hello, Frisco, Hello             | «You'll Never Know»                        | Harry Warren                        | Mack Gordon                         | Jack Oakie, Alice Faye, John Payne i June Havoc Coral |
| 1943 | Cabin in the Sky                 | «Happiness Is a Thing Called Joe»          | Harold Arlen                        | Yip Harburg                         | Ethel Waters |
| 1943 | Hers to Hold                     | «Say a Pray'r for the Boys Over There»     | Jimmy McHugh                        | Herb Magidson                       | Deanna Durbin |
| 1943 | Hit Parade of 1943               | «Change of Heart»                          | Jule Styne                          | Harold Adamson                      | John Carroll |
| 1943 | Saludos Amigos                   | «Saludos Amigos»                           | Charles Wolcott                     | Ned Washington                      | Kenneth Rundquist |
| 1943 | The Sky's the Limit              | «My Shining Hour»                          | Harold Arlen                        | Johnny Mercer                       | Joan Leslie (doblada per Sally Sweetland) |
| 1943 | Something to Shout About         | «You'd Be So Nice to Come Home To»         | Cole Porter                         | Cole Porter                         | Janet Blair i Don Ameche |
| 1943 | La cantina del teatre            | «We Mustn't Say Goodbye»                   | James V. Monaco                     | Al Dubin                            | Lanny Ross |
| 1943 | Star Spangled Rhythm             | «That Old Black Magic»                     | Harold Arlen                        | Johnny Mercer                       | Johnny Johnston |
| 1943 | Thank Your Lucky Stars           | «They're Either Too Young or Too Old»      | Arthur Schwartz                     | Frank Loesser                       | Bette Davis |
| 1944 | Going My Way                     | «Swinging on a Star»                       | Jimmy Van Heusen                    | Johnny Burke                        | Bing Crosby i The Robert Mitchell Boy Choir |
| 1944 | Brazil                           | «Rio de Janeiro»                           | Ary Barroso                         | Ned Washington                      | Tito Guízar |
| 1944 | Les models                       | «Long Ago (and Far Away)»                  | Jerome Kern                         | Ira Gershwin                        | Gene Kelly i Rita Hayworth (doblada per Martha Mears) |
| 1944 | Follow the Boys                  | «I'll Walk Alone»                          | Jule Styne                          | Sammy Cahn                          | Dinah Shore |
| 1944 | Higher and Higher                | «I Couldn't Sleep a Wink Last Night»       | Jimmy McHugh                        | Harold Adamson                      | Frank Sinatra |
| 1944 | Hollywood Canteen                | «Sweet Dreams, Sweetheart»                 | M. K. Jerome                        | Ted Koehler                         | Joan Leslie (doblada per Sally Sweetland) Kitty Carlisle |
| 1944 | Lady, Let's Dance                | «Silver Shadows and Golden Dreams»         | Lew Pollack                         | Charles Newman                      | Coral |
| 1944 | Meet Me in St. Louis             | «The Trolley Song»                         | Ralph Blane Hugh Martin             | Ralph Blane Hugh Martin             | Judy Garland i coral |
| 1944 | Minstrel Man                     | «Remember Me to Carolina»                  | Harry Revel                         | Paul Francis Webster                | Benny Fields |
| 1944 | Song of the Open Road            | «Too Much in Love»                         | Walter Kent                         | Kim Gannon                          | Jackie Moran |
| 1944 | Sweet and Low-Down               | «I'm Making Believe»                       | James V. Monaco                     | Mack Gordon                         | Lynn Bari (doblada per Lorraine Elliott) |
| 1944 | Rumb a Orient                    | «Now I Know»                               | Harold Arlen                        | Ted Koehler                         | Dinah Shore |
| 1945 | State Fair                       | «It Might as Well Be Spring»               | Richard Rodgers                     | Oscar Hammerstein II                | Jeanne Crain (doblada per Louanne Hogan) |
| 1945 | Lleveu àncores!                  | «I Fall in Love Too Easily»                | Jule Styne                          | Sammy Cahn                          | Frank Sinatra |
| 1945 | Belle of the Yukon               | «Sleighride in July»                       | Jimmy Van Heusen                    | Johnny Burke                        | Dinah Shore |
| 1945 | The Bells of St. Mary's          | «Aren't You Glad You're You?»              | Jimmy Van Heusen                    | Johnny Burke                        | Bing Crosby |
| 1945 | Can't Help Singing               | «More and More»                            | Jerome Kern                         | Yip Harburg                         | Deanna Durbin Deanna Durbin i Robert Paige |
| 1945 | Earl Carroll Vanities            | «Endlessly»                                | Walter Kent                         | Kim Gannon                          | Constance Moore |
| 1945 | Here Come the Waves              | «Ac-Cent-Tchu-Ate the Positive»            | Harold Arlen                        | Johnny Mercer                       | Bing Crosby i Sonny Tufts |
| 1945 | Love Letters                     | «Love Letters»                             | Victor Young                        | Edward Heyman                       | Dick Haymes |
| 1945 | San Antonio                      | «Some Sunday Morning»                      | Ray Heindorf M. K. Jerome           | Ted Koehler                         | Alexis Smith (doblada per Bobbie Canvin) |
| 1945 | Sing Your Way Home               | «I'll Buy That Dream»                      | Allie Wrubel                        | Herb Magidson                       | Anne Jeffreys i coral Marcy McGuire i Glenn Vernon |
| 1945 | The Story of G.I. Joe            | «Linda»                                    | Ann Ronell                          | Ann Ronell                          | Pat Friday |
| 1945 | Aquesta nit i sempre             | «Anywhere»                                 | Jule Styne                          | Sammy Cahn                          | Janet Blair |
| 1945 | Why Girls Leave Home             | «The Cat and the Canary»                   | Jay Livingston                      | Ray Evans                           | Pamela Blake |
| 1945 | Un home fenomen                  | «So in Love»                               | David Rose                          | Leo Robin                           | Vera-Ellen (doblada per June Hutton) i The Goldwyn Girls |
| 1946 | The Harvey Girls                 | «On the Atchison, Topeka and the Santa Fe» | Harry Warren                        | Johnny Mercer                       | Ben Carter, Marjorie Main, Ray Bolger i Judy Garland |
| 1946 | Blue Skies                       | «You Keep Coming Back Like a Song»         | Irving Berlin                       | Irving Berlin                       | Bing Crosby i coral |
| 1946 | Terra generosa                   | «Ole Buttermilk Sky»                       | Hoagy Carmichael                    | Jack Brooks                         | Hoagy Carmichael |
| 1946 | Centennial Summer                | «All Through the Day»                      | Jerome Kern                         | Oscar Hammerstein II                | Larry Stevens, Jeanne Crain (doblada per Louanne Hogan), Linda Darnell (doblada), William Eythe (doblat per David Street) i Cornel Wilde (doblat per Ben Gage) |
| 1946 | The Dolly Sisters                | «I Can't Begin to Tell You»                | James V. Monaco                     | Mack Gordon                         | John Payne John Payne, Betty Grable i June Haver |
| 1947 | Song of the South                | «Zip-a-Dee-Doo-Dah»                        | Allie Wrubel                        | Ray Gilbert                         | James Baskett Bobby Driscoll, Luana Patten, Glenn Leedy, Johnny Lee, James Baskett i coral                                                                     |
| 1947 | Good News                        | «Pass That Peace Pipe»                     | Ralph Blane Roger Edens Hugh Martin | Ralph Blane Roger Edens Hugh Martin | Joan McCracken, Ray McDonald i coral |
| 1947 | Mother Wore Tights               | «You Do»                                   | Josef Myrow                         | Mack Gordon                         | Dan Dailey i Betty Grable |
| 1947 | Les proeses de Paulina           | «I Wish I Didn't Love You So»              | Frank Loesser                       | Frank Loesser                       | Betty Hutton |
| 1947 | The Time, the Place and the Girl | «A Gal in Calico»                          | Arthur Schwartz                     | Leo Robin                           | Dennis Morgan, Jack Carson i Martha Vickers (doblada per Sally Sweetland)                                                                                      |
| 1948 | The Paleface                     | «Buttons and Bows»                         | Jay Livingston Ray Evans            | Jay Livingston Ray Evans            | Bob Hope |
| 1948 | Casbah                           | «For Every Man There's a Woman»            | Harold Arlen                        | Leo Robin                           | Tony Martin Yvonne De Carlo |
| 1948 | Romance on the High Seas         | «It's Magic»                               | Jule Styne                          | Sammy Cahn                          | Doris Day |
| 1948 | That Lady in Ermine              | «This Is the Moment»                       | Friedrich Hollaender                | Leo Robin                           | Betty Grable i Douglas Fairbanks Jr. |
| 1948 | Wet Blanket Policy               | «The Woody Woodpecker Song»                | Ramey Idriss George Tibbles         | Ramey Idriss George Tibbles         | Gloria Wood i Harry Babbitt |
| 1949 | Neptune's Daughter               | «Baby, It's Cold Outside»                  | Frank Loesser                       | Frank Loesser                       | Ricardo Montalbán i Esther Williams Red Skelton i Betty Garret                                                                                                 |
| 1949 | Come to the Stable               | «Through a Long and Sleepless Night»       | Alfred Newman                       | Mack Gordon                         | Dorothy Patrick (dolada per Eileen Wilson) i Hugh Marlowe (doblada per Ken Darby)                                                                              |
| 1949 | It's a Great Feeling             | «It's a Great Feeling»                     | Jule Styne                          | Sammy Cahn                          | Doris Day |
| 1949 | My Foolish Heart                 | «My Foolish Heart»                         | Victor Young                        | Ned Washington                      | Martha Mears |
| 1949 | So Dear to My Heart              | «Lavender Blue»                            | Eliot Daniel                        | Larry Morey                         | Burl Ives |

### Dècada de 1950
| Any  | Pel·lícula                      | Cançó                                        | Música                                      | Lletra                                      | Intèrprets                                         |
| ---- | ------------------------------- | -------------------------------------------- | ------------------------------------------- | ------------------------------------------- | -------------------------------------------------- |
| 1950 | Captain Carey, U.S.A.           | «Mona Lisa»                                  | Ray Evans Jay Livingston                    | Ray Evans Jay Livingston                    | Nat King Cole                                      |
| 1950 | La Ventafocs                    | «Bibbidi-Bobbidi-Boo»                        | Mack David Al Hoffman Jerry Livingston      | Mack David Al Hoffman Jerry Livingston      | Verna Felton i coral                               |
| 1950 | Singing Guns                    | «Mule Train»                                 | Fred Glickman Hy Heath Johnny Lange         | Fred Glickman Hy Heath Johnny Lange         | Vaughn Monroe                                      |
| 1950 | The Toast of New Orleans        | «Be My Love»                                 | Nicholas Brodszky                           | Sammy Cahn                                  | Mario Lanza i Kathryn Grayson                      |
| 1950 | Wabash Avenue                   | «Wilhelmina»                                 | Josef Myrow                                 | Mack Gordon                                 | Betty Grable i coral                               |
| 1951 | Here Comes the Groom            | «In the Cool, Cool, Cool of the Evening»     | Hoagy Carmichael                            | Johnny Mercer                               | Bing Crosby i Jane Wyman                           |
| 1951 | Golden Girl                     | «Never»                                      | Lionel Newman                               | Eliot Daniel                                | Dennis Day                                         |
| 1951 | Rich, Young and Pretty          | «Wonder Why»                                 | Nicholas Brodszky                           | Sammy Cahn                                  | Jane Powell i Vic Damone                           |
| 1951 | Noces reials                    | «Too Late Now»                               | Burton Lane                                 | Alan Jay Lerner                             | Jane Powell                                        |
| 1951 | The Strip                       | «A Kiss to Build a Dream On»                 | Bert Kalmar Oscar Hammerstein II Harry Ruby | Bert Kalmar Oscar Hammerstein II Harry Ruby | Louis Armstrong                                    |
| 1952 | Sol davant el perill            | «The Ballad of High Noon»                    | Dimitri Tiomkin                             | Ned Washington                              | Tex Ritter                                         |
| 1952 | Because You're Mine             | «Because You're Mine»                        | Nicholas Brodszky                           | Sammy Cahn                                  | Mario Lanza                                        |
| 1952 | El fabulós Andersen             | «Thumbelina»                                 | Frank Loesser                               | Frank Loesser                               | Danny Kaye Coral                                   |
| 1952 | Just for You                    | «Zing a Little Zong»                         | Harry Warren                                | Leo Robin                                   | Bing Crosby, Jane Wyman i coral                    |
| 1952 | Son of Paleface                 | «Am I in Love»                               | Jack Brooks                                 | Jack Brooks                                 | Bob Hope i Jane Russell                            |
| 1953 | Jane Calamitat                  | «Secret Love»                                | Sammy Fain                                  | Paul Francis Webster                        | Doris Day                                          |
| 1953 | The Caddy                       | «That's Amore»                               | Harry Warren                                | Jack Brooks                                 | Dean Martin i Jerry Lewis                          |
| 1953 | La bella del Pacífic            | «Blue Pacific Blues»                         | Lester Lee                                  | Ned Washington                              | Rita Hayworth (doblada per Jo Ann Greer)           |
| 1953 | The Moon Is Blue                | «The Moon Is Blue»                           | Herschel Burke Gilbert                      | Sylvia Fine                                 | The Sauter Finegan Band                            |
| 1953 | Small Town Girl                 | «My Flaming Heart»                           | Nicholas Brodszky                           | Leo Robin                                   | Nat King Cole                                      |
| 1954 | Three Coins in the Fountain     | «Three Coins in the Fountain»                | Jule Styne                                  | Sammy Cahn                                  | Frank Sinatra Coral                                |
| 1954 | The High and the Mighty         | «The High and the Mighty»                    | Dimitri Tiomkin                             | Ned Washington                              | Muzzy Marcellino                                   |
| 1954 | A Star Is Born                  | «The Man That Got Away»                      | Harold Arlen                                | Ira Gershwin                                | Judy Garland                                       |
| 1954 | Susan Slept Here                | «Hold My Hand»                               | Jack Lawrence Richard Myers                 | Jack Lawrence Richard Myers                 | Don Cornell                                        |
| 1954 | Nadal blanc                     | «Count Your Blessings»                       | Irving Berlin                               | Irving Berlin                               | Bing Crosby i Rosemary Clooney                     |
| 1955 | Love Is a Many-Splendored Thing | «Love Is a Many-Splendored Thing»            | Sammy Fain                                  | Paul Francis Webster                        | The Four Aces                                      |
| 1955 | Daddy Long Legs                 | «Something's Gotta Give»                     | Johnny Mercer                               | Johnny Mercer                               | Fred Astaire                                       |
| 1955 | Love Me or Leave Me             | «I'll Never Stop Loving You»                 | Nicholas Brodszky                           | Sammy Cahn                                  | Doris Day                                          |
| 1955 | The Tender Trap                 | «(Love Is) The Tender Trap»                  | Jimmy Van Heusen                            | Sammy Cahn                                  | Frank Sinatra                                      |
| 1955 | Unchained                       | «Unchained Melody»                           | Alex North                                  | Hy Zaret                                    | Todd Duncan                                        |
| 1956 | L'home que sabia massa          | «Que Sera, Sera (Whatever Will Be, Will Be)» | Jay Livingston Ray Evans                    | Jay Livingston Ray Evans                    | Doris Day                                          |
| 1956 | La gran prova                   | «Friendly Persuasion»                        | Dimitri Tiomkin                             | Paul Francis Webster                        | Pat Boone Coral                                    |
| 1956 | Alta societat                   | «True Love»                                  | Cole Porter                                 | Cole Porter                                 | Bing Crosby i Grace Kelly                          |
| 1956 | Julie                           | «Julie»                                      | Leith Stevens                               | Tom Adair                                   | Doris Day                                          |
| 1956 | Escrit en el vent               | «Written on the Wind»                        | Victor Young                                | Sammy Cahn                                  | The Four Aces                                      |
| 1957 | The Joker is Wild               | «All the Way»                                | Jimmy Van Heusen                            | Sammy Cahn                                  | Frank Sinatra                                      |
| 1957 | Tu i jo                         | «An Affair to Remember»                      | Harry Warren                                | Harold Adamson Leo McCarey                  | Vic Damone Deborah Kerr (doblada per Marnie Nixon) |
| 1957 | April Love                      | «April Love»                                 | Sammy Fain                                  | Paul Francis Webster                        | Pat Boone Pat Boone i Shirley Jones                |
| 1957 | Tammy and the Bachelor          | «Tammy»                                      | Ray Evans Jay Livingston                    | Ray Evans Jay Livingston                    | The Ames Brothers Debbie Reynolds                  |
| 1957 | Wild Is the Wind                | «Wild Is the Wind»                           | Dimitri Tiomkin                             | Ned Washington                              | Johnny Mathis                                      |
| 1958 | Gigí                            | «Gigi»                                       | Frederick Loewe                             | Alan Jay Lerner                             | Louis Jourdan                                      |
| 1958 | A Certain Smile                 | «A Certain Smile»                            | Sammy Fain                                  | Paul Francis Webster                        | Johnny Mathis                                      |
| 1958 | Houseboat                       | «Almost in Your Arms»                        | Ray Evans Jay Livingston                    | Ray Evans Jay Livingston                    | Sam Cooke                                          |
| 1958 | Marjorie Morningstar            | «A Very Precious Love»                       | Sammy Fain                                  | Paul Francis Webster                        | Coral                                              |
| 1958 | Com un torrent                  | «To Love and Be Loved»                       | Jimmy Van Heusen                            | Sammy Cahn                                  | Coral                                              |
| 1959 | Milionari d'il·lusions          | «High Hopes»                                 | Jimmy Van Heusen                            | Sammy Cahn                                  | Frank Sinatra                                      |
| 1959 | The Best of Everything          | «The Best of Everything»                     | Alfred Newman                               | Sammy Cahn                                  | Johnny Mathis Coral                                |
| 1959 | The Five Pennies                | «The Five Pennies»                           | Sylvia Fine                                 | Sylvia Fine                                 | Danny Kaye                                         |
| 1959 | L'arbre del penjat              | «The Hanging Tree»                           | Jerry Livingston                            | Mack David                                  | Marty Robbins                                      |
| 1959 | The Young Land                  | «Strange Are the Ways of Love»               | Dimitri Tiomkin                             | Ned Washington                              | Randy Sparks                                       |

### Dècada de 1960
| Any  | Pel·lícula                         | Cançó                                       | Música                               | Lletra                               | Intèrprets                                                                                  |
| ---- | ---------------------------------- | ------------------------------------------- | ------------------------------------ | ------------------------------------ | ------------------------------------------------------------------------------------------- |
| 1960 | Poté tin kyriaki                   | «Ta paidiá tou Peiraiá»                     | Manos Hadjidakis                     | Manos Hadjidakis                     | Melina Merkouri                                                                             |
| 1960 | El Álamo                           | «The Green Leaves of Summer»                | Dimitri Tiomkin                      | Paul Francis Webster                 | Coral                                                                                       |
| 1960 | The Facts of Life                  | «The Facts of Life»                         | Johnny Mercer                        | Johnny Mercer                        | Steve Lawrence i Eydie Gormé                                                                |
| 1960 | High Time                          | «The Second Time Around»                    | Jimmy Van Heusen                     | Sammy Cahn                           | Coral                                                                                       |
| 1960 | Pepe                               | «Faraway Part of Town»                      | André Previn                         | Dory Previn                          | Judy Garland                                                                                |
| 1961 | Esmorzar amb diamants              | «Moon River»                                | Henry Mancini                        | Johnny Mercer                        | Audrey Hepburn                                                                              |
| 1961 | Bachelor in Paradise               | «Bachelor in Paradise»                      | Henry Mancini                        | Mack David                           | Coral                                                                                       |
| 1961 | El Cid                             | «The Falcon and the Dove»                   | Miklós Rózsa                         | Paul Francis Webster                 | Coral                                                                                       |
| 1961 | Un gàngster per a un miracle       | «Pocketful of Miracles»                     | Jimmy Van Heusen                     | Sammy Cahn                           | Coral                                                                                       |
| 1961 | Town Without Pity                  | «Town Without Pity»                         | Dimitri Tiomkin                      | Ned Washington                       | Gene Pitney                                                                                 |
| 1962 | Dies de vi i roses                 | «Days of Wine and Roses»                    | Henry Mancini                        | Johnny Mercer                        | Coral                                                                                       |
| 1962 | Motí a la Bounty                   | «Follow Me»                                 | Bronisław Kaper                      | Paul Francis Webster                 | Coral                                                                                       |
| 1962 | Tendra és la nit                   | «Tender Is the Night»                       | Sammy Fain                           | Paul Francis Webster                 | Coral                                                                                       |
| 1962 | Two for the Seesaw                 | «Second Chance»                             | André Previn                         | Dory Previn                          | Jackie Cain                                                                                 |
| 1962 | La gata negra                      | «Walk on the Wild Side»                     | Elmer Bernstei                       | Mack David                           | Brook Benton                                                                                |
| 1963 | Papa's Delicate Condition          | «Call Me Irresponsible»                     | Jimmy Van Heusen                     | Sammy Cahn                           | Jackie Gleason                                                                              |
| 1963 | 55 dies a Pequín                   | «So Little Time»                            | Dimitri Tiomkin                      | Paul Francis Webster                 | Andy Williams                                                                               |
| 1963 | Xarada                             | «Charade»                                   | Henry Mancini                        | Johnny Mercer                        | Coral                                                                                       |
| 1963 | El món és boig, boig, boig         | «It's a Mad, Mad, Mad, Mad World»           | Ernest Gold                          | Mack David                           | Coral                                                                                       |
| 1963 | Mondo Cane                         | «More»                                      | Nino Oliviero Riz Ortolani           | Norman Newell                        | Frank Sinatra                                                                               |
| 1964 | Mary Poppins                       | «Chim-Chim-Cheree»                          | Richard M. Sherman                   | Robert B. Sherman                    | Dick Van Dyke Julie Andrews                                                                 |
| 1964 | Dear Heart                         | «Dear Heart»                                | Henry Mancini                        | Ray Evans Jay Livingston             | Coral                                                                                       |
| 1964 | Hush… Hush, Sweet Charlotte        | «Hush, Hush, Sweet Charlotte»               | De Vol                               | Mack David                           | Al Martino                                                                                  |
| 1964 | Robin and the 7 Hoods              | «My Kind of Town»                           | Jimmy Van Heusen                     | Sammy Cahn                           | Frank Sinatra                                                                               |
| 1964 | Where Love Has Gone                | «Where Love Has Gone»                       | Jimmy Van Heusen                     | Sammy Cahn                           | Jack Jones                                                                                  |
| 1965 | Castells a la sorra                | «The Shadow of Your Smile»                  | Johnny Mandel                        | Paul Francis Webber                  | Tony Bennett                                                                                |
| 1965 | Cat Ballou                         | «The Ballad of Cat Ballou»                  | Jerry Livingston                     | Mack David                           | Stubby Kaye i Nat King Cole                                                                 |
| 1965 | La gran cursa                      | «The Sweetheart Tree»                       | Henry Mancini                        | Johnny Mercer                        | Natalie Wood (doblada per Jackie Ward)                                                      |
| 1965 | Els paraigües de Cherbourg         | «I Will Wait for You»                       | Michel Legrand                       | Jacques Demy                         | Catherine Deneuve (doblada per Danielle Licari) i Nino Castelnuovo (doblat per José Bartel) |
| 1965 | Com va això, gateta?               | «What's New Pussycat?»                      | Burt Bacharach                       | Hal David                            | Tom Jones                                                                                   |
| 1966 | Nascuda lliure                     | «Born Free»                                 | John Barry                           | Don Black                            | Matt Monro                                                                                  |
| 1966 | Alfie                              | «Alfie»                                     | Burt Bacharach                       | Hal David                            | Cilla Black Cher                                                                            |
| 1966 | An American Dream                  | «A Time for Love»                           | Johnny Mandel                        | Paul Francis Webster                 | Janet Leigh (doblada per Jackie Ward)                                                       |
| 1966 | Georgy                             | «Georgy Girl»                               | Tom Springfield                      | Jim Dale                             | The Seekers                                                                                 |
| 1966 | Hawai                              | «My Wishing Doll»                           | Elmer Bernstein                      | Mack David                           | Coral                                                                                       |
| 1967 | Doctor Dolittle                    | «Talk to the Animals»                       | Leslie Bricusse                      | Leslie Bricusse                      | Rex Harrison                                                                                |
| 1967 | Banning                            | «The Eyes of Love»                          | Quincy Jones                         | Bob Russell                          | Gil Bernal                                                                                  |
| 1967 | Casino Royale                      | «The Look of Love»                          | Burt Bacharach                       | Hal David                            | Dusty Springfield                                                                           |
| 1967 | El llibre de la selva              | «The Bare Necessities»                      | Terry Gilkyson                       | Terry Gilkyson                       | Phil Harris i Bruce Reitherman Phil Harris i Sebastian Cabot                                |
| 1967 | Millie, una noia moderna           | «Thoroughly Modern Millie»                  | Sammy Cahn, Jimmy Van Heusen         | Sammy Cahn, Jimmy Van Heusen         | Julie Andrews i coral                                                                       |
| 1968 | El cas de Thomas Crown             | «The Windmills of Your Mind»                | Michel Legrand                       | Alan i Marilyn Bergman               | Noel Harrison                                                                               |
| 1968 | Chitty Chitty Bang Bang            | «Chitty Chitty Bang Bang»                   | Robert B. Sherman Richard M. Sherman | Robert B. Sherman Richard M. Sherman | Dick Van Dyke, Heather Ripley, Adrian Hall i Sally Ann Howes                                |
| 1968 | For Love of Ivy                    | «For Love of Ivy»                           | Quincy Jones                         | Bob Russell                          | Shirley Horn                                                                                |
| 1968 | Funny Girl                         | «Funny Girl»                                | Jule Styne                           | Bob Merrill                          | Barbra Streisand                                                                            |
| 1968 | Star!                              | «Star!»                                     | Jimmy Van Heusen                     | Sammy Cahn                           | Julie Andrews                                                                               |
| 1969 | Butch Cassidy and the Sundance Kid | «Raindrops Keep Fallin' on My Head»         | Burt Bacharach                       | Hal David                            | B.J. Thomas                                                                                 |
| 1969 | Amb els ulls tancats               | «What Are You Doing the Rest of Your Life?» | Michel Legrand                       | Alan Bergman Marilyn Bergman         | Michael Dees                                                                                |
| 1969 | The Prime of Miss Jean Brodie      | «Jean»                                      | Rod McKuen                           | Rod McKuen                           | Coral                                                                                       |
| 1969 | The Sterile Cuckoo                 | «Come Saturday Morning»                     | Fred Karlin                          | Dory Previn                          | The Sandpipers                                                                              |
| 1969 | Valor de llei                      | «True Grit»                                 | Elmer Bernstein                      | Don Black                            | Glen Campbell                                                                               |

### Dècada de 1970
| Any  | Pel·lícula                              | Cançó                               | Música                               | Lletra                               | Intèrprets                           |
| ---- | --------------------------------------- | ----------------------------------- | ------------------------------------ | ------------------------------------ | ------------------------------------ |
| 1970 | Lovers and Other Strangers              | «For All We Know»                   | Fred Karlin                          | Robb Royer Jimmy Griffin             | Larry Meredith                       |
| 1970 | Darling Lili                            | «Whistling Away the Dark»           | Henry Mancini                        | Johnny Mercer                        | Julie Andrews                        |
| 1970 | Madron                                  | «Till Love Touches Your Life»       | Riz Ortolani                         | Arthur Hamilton                      | Richard Williams i Jan Daley         |
| 1970 | Pieces of Dreams                        | «Pieces of Dreams»                  | Michel Legrand                       | Alan Bergman Marilyn Bergman         | Peggy Lee                            |
| 1970 | Scrooge                                 | «Thank You Very Much»               | Leslie Bricusse                      | Leslie Bricusse                      | Anton Rodgers, Albert Finney i coral |
| 1971 | Les nits roges de Harlem                | «Theme from Shaft»                  | Isaac Hayes                          | Isaac Hayes                          | Isaac Hayes                          |
| 1971 | Bedknobs and Broomsticks                | «The Age of Not Believing»          | Robert B. Sherman Richard M. Sherman | Robert B. Sherman Richard M. Sherman | Angela Lansbury                      |
| 1971 | Que Déu beneeixi les bèsties i els nens | «Bless the Beasts & Children»       | Perry Botkin Jr. Barry De Vorzon     | Perry Botkin Jr. Barry De Vorzon     | The Carpenters                       |
| 1971 | Kotch                                   | «Life Is What You Make It»          | Marvin Hamlisch                      | Johnny Mercer                        | Coral                                |
| 1971 | Casta invencible                        | «All His Children»                  | Henry Mancini                        | Alan Bergman Marilyn Bergman         | Charley Pride                        |
| 1972 | L'aventura del Posidó                   | «The Morning After»                 | Al Kasha Joel Hirschhorn             | Al Kasha Joel Hirschhorn             | Renée Armand                         |
| 1972 | Ben                                     | «Ben»                               | Walter Scharf                        | Don Black                            | Lee Montgomery Michael Jackson       |
| 1972 | The Life and Times of Judge Roy Bean    | «Marmalade, Molasses & Honey»       | Maurice Jarre                        | Alan Bergman Marilyn Bergman         | Andy Williams                        |
| 1972 | The Little Ark                          | «Come Follow, Follow Me»            | Fred Karlin                          | Marsha Karlin                        | Springfield Revival                  |
| 1972 | The Stepmother                          | «Strange Are the Ways of Love»      | Sammy Fain                           | Paul Francis Webster                 | Manuel                               |
| 1973 | The Way We Were                         | «The Way We Were»                   | Marvin Hamlisch                      | Marilyn Bergman Alan Bergman         | Barbra Streisand                     |
| 1973 | Cinderella Liberty                      | «Nice to Be Around»                 | John Williams                        | Paul Williams                        | Coral                                |
| 1973 | Viu i deixa morir                       | «Live and Let Die»                  | Linda McCartney Paul McCartney       | Linda McCartney Paul McCartney       | Paul McCartney i Wings               |
| 1973 | Robin Hood                              | «Love»                              | George Bruns                         | Floyd Huddleston                     | Nancy Adams                          |
| 1973 | A Touch of Class                        | «All That Love Went to Waste»       | George Barrie                        | Sammy Cahn                           | Madeline Bell                        |
| 1974 | El colós en flames                      | «We May Never Love like This Again» | Al Kasha Joel Hirschhorn             | Al Kasha Joel Hirschhorn             | Maureen McGovern                     |
| 1974 | Benji                                   | «I Feel Love»                       | Euel Box                             | Betty Box                            | Charlie Rich                         |
| 1974 | Selles de muntar calentes               | «Blazing Saddles»                   | John Morris                          | Mel Brooks                           | Frankie Laine                        |
| 1974 | Gold                                    | «Wherever Love Takes Me»            | Elmer Bernstein                      | Don Black                            | Maureen McGovern                     |
| 1974 | The Little Prince                       | «Little Prince»                     | Frederick Loewe                      | Alan Jay Lerner                      | Richard Kiley                        |
| 1975 | Nashville                               | «I'm Easy»                          | Keith Carradine                      | Keith Carradine                      | Keith Carradine                      |
| 1975 | Funny Lady                              | «How Lucky Can You Get»             | Fred Ebb John Kander                 | Fred Ebb John Kander                 | Barbra Streisand                     |
| 1975 | Mahogany                                | «Do You Know Where You're Going To» | Michael Masser                       | Gerry Goffin                         | Diana Ross                           |
| 1975 | The Other Side of the Mountain          | «Richard's Window»                  | Charles Fox                          | Norman Gimbel                        | Olivia Newton-John                   |
| 1975 | Whiffs                                  | «Now That We're in Love»            | George Barrie                        | Sammy Cahn                           | Steve Lawrence                       |
| 1976 | Ha nascut una estrella                  | «Evergreen»                         | Barbra Streisand                     | Paul Williams                        | Barbra Streisand                     |
| 1976 | Half a House                            | «A World That Never Was»            | Sammy Fain                           | Paul Francis Webster                 | Suzy Brabeau                         |
| 1976 | La profecia                             | «Ave Satani»                        | Jerry Goldsmith                      | Jerry Goldsmith                      | Coral                                |
| 1976 | La Pantera Rosa torna a atacar          | «Come to Me»                        | Henry Mancini                        | Don Black                            | Tom Jones Peter Sellers              |
| 1976 | Rocky                                   | «Gonna Fly Now»                     | Bill Conti                           | Carol Connors Ayn Robbins            | De Etta Little i Nelson Pigford      |
| 1977 | You Light Up My Life                    | «You Light up My Life»              | Joseph Brooks                        | Joseph Brooks                        | Debby Boone                          |
| 1977 | Pete's Dragon                           | «Candle on the Water»               | Joel Hirschhorn Al Kasha             | Joel Hirschhorn Al Kasha             | Helen Reddy                          |
| 1977 | Els rescatadors                         | «Someone's Waiting for You»         | Sammy Fain                           | Carol Connors Ayn Robbins            | Shelby Flint                         |
| 1977 | La sabatilla i la rosa                  | «He/She Danced with Me»             | Robert B. Sherman Richard M. Sherman | Robert B. Sherman Richard M. Sherman | Gemma Craven i Richard Chamberlain   |
| 1977 | L'espia que em va estimar               | «Nobody Does It Better»             | Marvin Hamlisch                      | Carole Bayer Sager                   | Carly Simon                          |
| 1978 | Gràcies a Déu, ja és divendres          | «Last Dance»                        | Paul Jabara                          | Paul Jabara                          | Donna Summer                         |
| 1978 | Foul Play                               | «Ready to Take a Chance Again»      | Charles Fox                          | Norman Gimbel                        | Barry Manilow                        |
| 1978 | Grease                                  | «Hopelessly Devoted to You»         | John Farrar                          | John Farrar                          | Olivia Newton-John                   |
| 1978 | The Magic of Lassie                     | «When You're Loved»                 | Robert B. Sherman Richard M. Sherman | Robert B. Sherman Richard M. Sherman | Debby Boone                          |
| 1978 | Same Time, Next Year                    | «The Last Time I Felt Like This»    | Marvin Hamlisch                      | Alan Bergman Marilyn Bergman         | Johnny Mathis i Jane Olivor          |
| 1979 | Norma Rae                               | «It Goes Like It Goes»              | David Shire                          | Norman Gimble                        | Jennifer Warnes                      |
| 1979 | 10, la dona perfecta                    | «It's Easy to Say»                  | Henry Mancini                        | Robert Wells                         | Dudley Moore i Julie Andrews         |
| 1979 | Castells de gel                         | «Through the Eyes of Love»          | Marvin Hamlisch                      | Carole Bayer Sager                   | Melissa Manchester                   |
| 1979 | The Muppet Movie                        | «Rainbow Connection»                | Kenny Ascher Paul Williams           | Kenny Ascher Paul Williams           | Jim Henson                           |
| 1979 | The Promise                             | «I'll Never Say Goodbye»            | David Shire                          | Alan Bergman Marilyn Bergman         | Melissa Manchester                   |

### Dècada de 1980
| Any  | Pel·lícula                    | Cançó                                   | Música                                                          | Lletra                                                          | Intèrprets                                                     |             |
| ---- | ----------------------------- | --------------------------------------- | --------------------------------------------------------------- | --------------------------------------------------------------- | -------------------------------------------------------------- | ----------- |
| 1980 | Fama                          | «Fame»                                  | Michael Gore                                                    | Dean Pitchford                                                  | Irene Cara                                                     |             |
| 1980 | Com eliminar el seu cap       | «9 to 5»                                | Dolly Parton                                                    | Dolly Parton                                                    | Dolly Parton                                                   |             |
| 1980 | The Competition               | «People Alone»                          | Lalo Schifrin                                                   | Will Jennings                                                   | Randy Crawford                                                 |             |
| 1980 | Fama                          | «Out Here on My Own»                    | Michael Gore                                                    | Lesley Gore                                                     | Irene Cara                                                     |             |
| 1980 | Honeysuckle Rose              | «On the Road Again»                     | Willie Nelson                                                   | Willie Nelson                                                   | Willie Nelson                                                  |             |
| 1981 | Arthur, el solter d'or        | «Arthur's Theme (Best That You Can Do)» | Peter Allen Burt Bacharach Christopher Cross Carole Bayer Sager | Peter Allen Burt Bacharach Christopher Cross Carole Bayer Sager | Christopher Cross                                              |             |
| 1981 | Endless Love                  | «Endless Love»                          | Lionel Richie                                                   | Lionel Richie                                                   | Diana Ross i Lionel Richie                                     |             |
| 1981 | Només per als teus ulls       | «For Your Eyes Only»                    | Bill Conti                                                      | Mick Leeson                                                     | Sheena Easton                                                  |             |
| 1981 | The Great Muppet Caper        | «The First Time It Happens»             | Joe Raposo                                                      | Joe Raposo                                                      | Frank Oz, Jim Henson i coral                                   |             |
| 1981 | Ragtime                       | «One More Hour»                         | Randy Newman                                                    | Randy Newman                                                    | Jennifer Warnes                                                |             |
| 1982 | Oficial i cavaller            | «Up Where We Belong»                    | Jack Nitzsche Buffy Sainte-Marie                                | Wilbur Jennings                                                 | Joe Cocker i Jennifer Warnes                                   |             |
| 1982 | Amics íntims                  | «How Do You Keep the Music Playing?»    | Michel Legrand                                                  | Alan Bergman Marilyn Bergman                                    | Patti Austin i James Ingram                                    |             |
| 1982 | Rocky 3                       | «Eye of the Tiger»                      | Jim Peterik Frankie Sullivan                                    | Jim Peterik Frankie Sullivan                                    | Survivor                                                       |             |
| 1982 | Tootsie                       | «It Might Be You»                       | Dave Grusin                                                     | Alan Bergman Marilyn Bergman                                    | Stephen Bishop                                                 |             |
| 1982 | Yes, Giorgio                  | «If We Were in Love»                    | John Williams                                                   | Alan Bergman Marilyn Bergman                                    | Luciano Pavarotti                                              |             |
| 1983 | Flashdance                    | «Flashdance... What a Feeling»          | Giorgio Moroder                                                 | Irene Cara Keith Forsey                                         | Irene Cara                                                     |             |
| 1983 | Flashdance                    | «Maniac»                                | Dennis Matkosky Michael Sembello                                | Dennis Matkosky Michael Sembello                                | Michael Sembello                                               |             |
| 1983 | Tender Mercies                | «Over You»                              | Bobby Hart Austin Roberts                                       | Bobby Hart Austin Roberts                                       | Betty Buckley                                                  |             |
| 1983 | Yentl                         | «Papa, Can You Hear Me?»                | Michel Legrand                                                  | Alan Bergman Marilyn Bergman                                    | Barbra Streisand                                               |             |
| 1983 | Yentl                         | «The Way He Makes Me Feel»              | Michel Legrand                                                  | Alan Bergman Marilyn Bergman                                    | Barbra Streisand                                               |             |
| 1984 | La dona de vermell            | «I Just Called to Say I Love You»       | Stevie Wonder                                                   | Stevie Wonder                                                   | Stevie Wonder                                                  |             |
| 1984 | Contra tot risc               | «Against All Odds»                      | Phil Collins                                                    | Phil Collins                                                    | Phil Collins                                                   |             |
| 1984 | Footloose                     | «Footloose»                             | Kenny Loggins Dean Pitchford                                    | Kenny Loggins Dean Pitchford                                    | Kenny Loggins                                                  |             |
| 1984 | Footloose                     | «Let's Hear It for the Boy»             | Dean Pitchford Tom Snow                                         | Dean Pitchford Tom Snow                                         | Deniece Williams                                               |             |
| 1984 | Els caçafantasmes             | «Ghostbusters»                          | Ray Parker Jr.                                                  | Ray Parker Jr.                                                  | Ray Parker Jr.                                                 |             |
| 1985 | Nits de sol                   | «Say You, Say Me»                       | Lionel Richie                                                   | Lionel Richie                                                   | Lionel Richie                                                  |             |
| 1985 | Back to the Future            | «The Power of Love»                     | Johnny Colla Chris Hayes                                        | Huey Lewis                                                      | Huey Lewis and The News                                        |             |
| 1985 | A Chorus Line                 | «Surprise, Surprise»                    | Marvin Hamlisch                                                 | Ed Kleban                                                       | Gregg Burge i coral                                            |             |
| 1985 | El color púrpura              | «Sister»                                | Quincy Jones Rod Temperton                                      | Quincy Jones Lionel Richie Rod Temperton                        | Táta Vega                                                      |             |
| 1985 | Nits de sol                   | «Separate Lives»                        | Stephen Bishop                                                  | Stephen Bishop                                                  | Phil Collins i Marilyn Martin                                  |             |
| 1986 | Top Gun                       | «Take My Breath Away»                   | Giorgio Moroder                                                 | Tom Whitlock                                                    | Berlin                                                         |             |
| 1986 | Fievel i el nou món           | «Somewhere Out There»                   | James Horner Barry Mann                                         | Cynthia Weil                                                    | Phillip Glasser i Betsy Cathcart Linda Ronstadt i James Ingram |             |
| 1986 | The Karate Kid, Part II       | «Glory of Love»                         | Peter Cetera David Foster                                       | Peter Cetera Diane Nini                                         | Peter Cetera                                                   |             |
| 1986 | La botiga dels horrors        | «Mean Green Mother from Outer Space»    | Alan Menken                                                     | Howard Ashman                                                   | Levi Stubbs i coral                                            |             |
| 1986 | Així és la vida               | «Life in a Looking Glass»               | Henry Mancini                                                   | Leslie Bricusse                                                 | Tony Bennett                                                   |             |
| 1987 | Dirty Dancing                 | «(I've Had) The Time of My Life»        | Franke Previte John DeNicola Donald Markowitz                   | Franke Previte                                                  | Bill Medley i Jennifer Warnes                                  |             |
| 1987 | Beverly Hills Cop II          | «Shakedown»                             | Harold Faltermeyer Keith Forsey                                 | Harold Faltermeyer Keith Forsey Bob Seger                       | Bob Seger                                                      |             |
| 1987 | Cry Freedom                   | «Cry Freedom»                           | George Fenton Jonas Gwangwa                                     | George Fenton Jonas Gwangwa                                     | Jonas Gwanga                                                   |             |
| 1987 | Maniquí                       | «Nothing's Gonna Stop Us Now»           | Albert Hammond Diane Warren                                     | Albert Hammond Diane Warren                                     | Starship                                                       |             |
| 1987 | La princesa promesa           | «Storybook Love»                        | Willy DeVille                                                   | Willy DeVille                                                   | Willy DeVille                                                  |             |
| 1988 | Working Girl                  | «Let the River Run»                     | Carly Simon                                                     | Carly Simon                                                     | Carly Simon                                                    | Carly Simon |
| 1988 | Out of Rosenheim              | «Calling You»                           | Bob Telson                                                      | Bob Telson                                                      | Jevetta Steele Bob Telson                                      |             |
| 1988 | Buster, el robatori del segle | «Two Hearts»                            | Lamont Dozier                                                   | Phil Collins                                                    | Phil Collins                                                   |             |
| 1989 | La Sireneta                   | «Under the Sea»                         | Alan Menken                                                     | Howard Ashman                                                   | Samuel E. Wright                                               |             |
| 1989 | El cel es va equivocar        | «After All»                             | Tom Snow                                                        | Dean Pitchford                                                  | Cher i Peter Cetera                                            |             |
| 1989 | La Sireneta                   | «Kiss the Girl»                         | Alan Menken                                                     | Howard Ashman                                                   | Samuel E. Wright                                               |             |
| 1989 | Parenthood                    | «I Love to See You Smile»               | Randy Newman                                                    | Randy Newman                                                    | Randy Newman                                                   |             |
| 1989 | Shirley Valentine             | «The Girl Who Used to Be Me»            | Marvin Hamlisch                                                 | Alan Bergman Marilyn Bergman                                    | Patti Austin                                                   |             |

### Dècada de 1990
| Any  | Pel·lícula                         | Cançó                                 | Música                                                          | Lletra                                                          | Intèrprets                                                               |
| ---- | ---------------------------------- | ------------------------------------- | --------------------------------------------------------------- | --------------------------------------------------------------- | ------------------------------------------------------------------------ |
| 1990 | Dick Tracy                         | «Sooner or Later»                     | Stephen Sondheim                                                | Stephen Sondheim                                                | Madonna                                                                  |
| 1990 | El Padrí III                       | «Promise Me You'll Remember»          | Carmine Coppola                                                 | John Bettis                                                     | Harry Connick Jr.                                                        |
| 1990 | Sol a casa                         | «Somewhere in My Memory»              | John Williams                                                   | Leslie Bricusse                                                 | Coral                                                                    |
| 1990 | Postals des de Hollywood           | «I'm Checkin' Out»                    | Shel Silverstein                                                | Shel Silverstein                                                | Meryl Streep i Blue Rodeo                                                |
| 1990 | Young Guns II                      | «Blaze of Glory»                      | Jon Bon Jovi                                                    | Jon Bon Jovi                                                    | Jon Bon Jovi                                                             |
| 1991 | La bella i la bèstia               | «Beauty and the Beast»                | Alan Menken                                                     | Howard Ashman                                                   | Angela Lansbury Céline Dion i Peabo Bryson                               |
| 1991 | La bella i la bèstia               | «Be Our Guest»                        | Alan Menken                                                     | Howard Ashman                                                   | Jerry Orbach i Angela Lansbury                                           |
| 1991 | La bella i la bèstia               | «Belle»                               | Alan Menken                                                     | Howard Ashman                                                   | Paige O'Hara, Richard White, Alec Murphy, Mary Kay Bergman i Kath Soucie |
| 1991 | Hook                               | «When You're Alone»                   | John Williams                                                   | Leslie Bricusse                                                 | Amber Scott                                                              |
| 1991 | Robin Hood: Príncep dels lladres   | «(Everything I Do) I Do It for You»   | Michael Kamen                                                   | Bryan Adams Mutt Lange                                          | Bryan Adams                                                              |
| 1992 | Aladdin                            | «A Whole New World»                   | Alan Menken                                                     | Tim Rice                                                        | Brad Kane i Lea Salonga Peabo Bryson i Regina Belle                      |
| 1992 | Aladdin                            | «Friend Like Me»                      | Alan Menken                                                     | Howard Ashman                                                   | Robin Williams                                                           |
| 1992 | El guardaespatlles                 | «I Have Nothing»                      | David Foster                                                    | Linda Thompson                                                  | Whitney Houston                                                          |
| 1992 | El guardaespatlles                 | «Run to You»                          | Jud J. Friedman                                                 | Allan Dennis Rich                                               | Whitney Houston                                                          |
| 1992 | Els reis del mambo                 | «Beautiful Maria of My Soul»          | Robert Kraft                                                    | Arne Glimcher                                                   | Antonio Banderas Los Lobos                                               |
| 1993 | Filadèlfia                         | «Streets of Philadelphia»             | Bruce Springsteen                                               | Bruce Springsteen                                               | Bruce Springsteen                                                        |
| 1993 | Beethoven's 2nd                    | «The Day I Fall in Love»              | James Ingram, Clif Magness i Carole Bayer Sager                 | James Ingram, Clif Magness i Carole Bayer Sager                 | Dolly Parton i James Ingram                                              |
| 1993 | Filadèlfia                         | «Philadelphia»                        | Neil Young                                                      | Neil Young                                                      | Neil Young                                                               |
| 1993 | Justícia poètica                   | «Again»                               | Janet Jackson, Jimmy Jam i Terry Lewis                          | Janet Jackson, Jimmy Jam i Terry Lewis                          | Janet Jackson                                                            |
| 1993 | Alguna cosa per recordar           | «A Wink and a Smile»                  | Marc Shaiman                                                    | Ramsey McLean                                                   | Harry Connick Jr.                                                        |
| 1994 | The Lion King                      | «Can You Feel the Love Tonight»       | Elton John                                                      | Tim Rice                                                        | Elton John                                                               |
| 1994 | Junior                             | «Look What Love Has Done»             | James Newton Howard James Ingram Carole Bayer Sager Patty Smyth | James Newton Howard James Ingram Carole Bayer Sager Patty Smyth | Patty Smyth                                                              |
| 1994 | The Lion King                      | «Circle of Life»                      | Elton John                                                      | Tim Rice                                                        | Carmen Twillie i Lebo M.                                                 |
| 1994 | The Lion King                      | «Hakuna Matata»                       | Elton John                                                      | Tim Rice                                                        | Nathan Lane, Ernie Sabella, Jason Weaver i Joseph Williams               |
| 1994 | The Paper                          | «Make Up Your Mind»                   | Randy Newman                                                    | Randy Newman                                                    | Randy Newman                                                             |
| 1995 | Pocahontas                         | «Colors of the Wind»                  | Alan Menken                                                     | Stephen Schwartz                                                | Judy Kuhn Vanessa Williams                                               |
| 1995 | Pena de mort                       | «Dead Man Walking»                    | Bruce Springsteen                                               | Bruce Springsteen                                               | Bruce Springsteen                                                        |
| 1995 | Don Juan DeMarco                   | «Have You Ever Really Loved a Woman?» | Bryan Adams Michael Kamen Mutt Lange                            | Bryan Adams Michael Kamen Mutt Lange                            | Bryan Adams                                                              |
| 1995 | Sabrina                            | «Moonlight»                           | John Williams                                                   | Alan Bergman Marilyn Bergman                                    | Michael Dees Sting                                                       |
| 1995 | Toy Story                          | «You've Got a Friend in Me»           | Randy Newman                                                    | Randy Newman                                                    | Randy Newman Nathan Lane i Ernie Sabella Randy Newman i Lyle Lovett      |
| 1996 | Evita                              | «You Must Love Me»                    | Andrew Lloyd Webber                                             | Tim Rice                                                        | Madonna                                                                  |
| 1996 | L'amor té dues cares               | «I Finally Found Someone»             | Bryan Adams Marvin Hamlisch Mutt Lange Barbra Streisand         | Bryan Adams Marvin Hamlisch Mutt Lange Barbra Streisand         | Bryan Adams i Barbra Streisand                                           |
| 1996 | Íntim i personal                   | «For the First Time»                  | Jud J. Friedman James Newton Howard Allan Dennis Rich           | Jud J. Friedman James Newton Howard Allan Dennis Rich           | Kenny Loggins                                                            |
| 1996 | That Thing You Do!                 | «That Thing You Do!»                  | Adam Schlesinger                                                | Adam Schlesinger                                                | The Wonders                                                              |
| 1996 | Up Close and Personal              | «Because You Loved Me»                | Diane Warren                                                    | Diane Warren                                                    | Céline Dion                                                              |
| 1997 | Titanic                            | «My Heart Will Go On»                 | James Horner                                                    | Will Jennings                                                   | Céline Dion                                                              |
| 1997 | Anastàsia                          | «Journey to the Past»                 | Stephen Flaherty                                                | Lynn Ahrens                                                     | Liz Callaway Aaliyah                                                     |
| 1997 | Con Air                            | «How Do I Live»                       | Diane Warren                                                    | Diane Warren                                                    | Trisha Yearwood                                                          |
| 1997 | Good Will Hunting                  | «Miss Misery»                         | Elliott Smith                                                   | Elliott Smith                                                   | Elliott Smith                                                            |
| 1997 | Hèrcules                           | «Go the Distance»                     | Alan Menken                                                     | David Zippel                                                    | Roger Bart Michael Bolton                                                |
| 1998 | The Prince of Egypt                | «When You Believe»                    | Stephen Schwartz                                                | Stephen Schwartz                                                | Michelle Pfeiffer i Sally Dworsky Whitney Houston i Mariah Carey         |
| 1998 | Armageddon                         | «I Don't Want to Miss a Thing»        | Diane Warren                                                    | Diane Warren                                                    | Aerosmith                                                                |
| 1998 | Babe, el porquet a la ciutat       | «That'll Do»                          | Randy Newman                                                    | Randy Newman                                                    | Peter Gabriel                                                            |
| 1998 | L'home que xiuxiuejava als cavalls | «A Soft Place to Fall»                | Allison Moorer Gwil Owen                                        | Allison Moorer Gwil Owen                                        | Allison Moorer                                                           |
| 1998 | Quest for Camelot                  | «The Prayer»                          | David Foster Carole Bayer Sager                                 | David Foster Tony Renis Carole Bayer Sager Alberto Testa        | Céline Dion Andrea Bocelli                                               |
| 1999 | Tarzan                             | «You'll Be in My Heart»               | Phil Collins                                                    | Phil Collins                                                    | Phil Collins i Glenn Close Phil Collins                                  |
| 1999 | Magnolia                           | «Save Me»                             | Aimee Mann                                                      | Aimee Mann                                                      | Aimee Mann                                                               |
| 1999 | Música del cor                     | «Music of My Heart»                   | Diane Warren                                                    | Diane Warren                                                    | Gloria Estefan i NSYNC                                                   |
| 1999 | South Park: Bigger, Longer & Uncut | «Blame Canada»                        | Trey Parker Marc Shaiman                                        | Trey Parker Marc Shaiman                                        | Mary Kay Bergman i Trey Parker                                           |
| 1999 | Toy Story 2                        | «When She Loved Me»                   | Randy Newman                                                    | Randy Newman                                                    | Sarah McLachlan                                                          |

### Dècada de 2000
| Any  | Pel·lícula                                     | Cançó                              | Música                                                                                 | Lletra                                        | Intèrprets                                             |
| ---- | ---------------------------------------------- | ---------------------------------- | -------------------------------------------------------------------------------------- | --------------------------------------------- | ------------------------------------------------------ |
| 2000 | Joves prodigiosos                              | «Things Have Changed»              | Bob Dylan                                                                              | Bob Dylan                                     | Bob Dylan                                              |
| 2000 | Tigre i drac                                   | «A Love Before Time»               | Jorge Calandrelli Tan Dun                                                              | James Schamus                                 | CoCo Lee                                               |
| 2000 | Dancer in the Dark                             | «I've Seen It All»                 | Björk                                                                                  | Sjón Lars von Trier                           | Björk i Peter Stormare                                 |
| 2000 | L'emperador i les seves bogeries               | «My Funny Friend and Me»           | David Hartley Sting                                                                    | Sting                                         | Sting                                                  |
| 2000 | Els pares d'ella                               | «A Fool in Love»                   | Randy Newman                                                                           | Randy Newman                                  | Randy Newman Randy Newman i Susanna Hoffs              |
| 2001 | Monsters, Inc.                                 | «If I Didn't Have You»             | Randy Newman                                                                           | Randy Newman                                  | Billy Crystal i John Goodman                           |
| 2001 | La Kate i en Leopold                           | «Until...»                         | Sting                                                                                  | Sting                                         | Sting                                                  |
| 2001 | El Senyor dels Anells: La Germandat de l'Anell | «May it be»                        | Enya Nicky Ryan Roma Ryan                                                              | Enya Nicky Ryan Roma Ryan                     | Enya                                                   |
| 2001 | Pearl Harbor                                   | «There You'll Be»                  | Diane Warren                                                                           | Diane Warren                                  | Faith Hill                                             |
| 2001 | Vanilla Sky                                    | «Vanilla Sky»                      | Paul McCartney                                                                         | Paul McCartney                                | Paul McCartney                                         |
| 2002 | 8 Mile                                         | «Lose Yourself»                    | Marshall Mathers Jeff Bass Luis Resto                                                  | Marshall Mathers                              | Eminem                                                 |
| 2002 | Chicago                                        | «I Move On»                        | John Kander                                                                            | Fred Ebb                                      | Renée Zellweger i Catherine Zeta-Jones                 |
| 2002 | Frida                                          | «Burn It Blue»                     | Elliot Goldenthal                                                                      | Julie Taymor                                  | Caetano Veloso i Lila Downs                            |
| 2002 | Gangs of New York                              | «The Hands That Built America»     | Bono The Edge Adam Clayton Larry Mullen Jr.                                            | Bono The Edge Adam Clayton Larry Mullen Jr.   | U2                                                     |
| 2002 | Els Thornberrys: La pel·lícula                 | «Father and Daughter»              | Paul Simon                                                                             | Paul Simon                                    | Paul Simon                                             |
| 2003 | El Senyor dels Anells: El retorn del rei       | «Into the West»                    | Fran Walsh Howard Shore Annie Lennox                                                   | Fran Walsh Howard Shore Annie Lennox          | Annie Lennox                                           |
| 2003 | Cold Mountain                                  | «Scarlet Tide»                     | T Bone Burnett Elvis Costello                                                          | T Bone Burnett Elvis Costello                 | Alison Krauss                                          |
| 2003 | Cold Mountain                                  | «You Will Be My Ain True Love»     | Sting                                                                                  | Sting                                         | Alison Krauss                                          |
| 2003 | A Mighty Wind                                  | «A Kiss at the End of the Rainbow» | Michael McKean Annette O'Toole                                                         | Michael McKean Annette O'Toole                | Eugene Levy i Catherine O'Hara                         |
| 2003 | The Triplets of Belleville                     | «Belleville Rendez-vous»           | Benoît Charest                                                                         | Sylvain Chomet                                | Matthieu Chedid                                        |
| 2004 | Diarios de motocicleta                         | «Al otro lado del río»             | Jorge Drexler                                                                          | Jorge Drexler                                 | Jorge Drexler                                          |
| 2004 | Les Choristes                                  | «Vois Sur Ton Chemin»              | Bruno Coulais                                                                          | Christophe Barratier                          | Jean-Baptiste Maunier i Petits Chanteurs de Saint-Marc |
| 2004 | The Phantom of the Opera                       | «Learn to Be Lonely»               | Andrew Lloyd Webber                                                                    | Charles Hart                                  | Minnie Driver                                          |
| 2004 | Polar express                                  | «Believe»                          | Glen Ballard Alan Silvestri                                                            | Glen Ballard Alan Silvestri                   | Josh Groban                                            |
| 2004 | Shrek 2                                        | «Accidentally in Love»             | Adam Duritz Charles Gillingham Jim Bogios David Immerglück Matthew Malley David Bryson | Adam Duritz Dan Vickrey                       | Counting Crows                                         |
| 2005 | Hustle & Flow                                  | «It's Hard out Here for a Pimp»    | Jordan Houston Cedric Coleman Paul Beauregard                                          | Jordan Houston Cedric Coleman Paul Beauregard | Terrence Howard Taraji P. Henson                       |
| 2005 | Crash                                          | «In the Deep»                      | Michael Becker Kathleen York                                                           | Kathleen York                                 | Bird York                                              |
| 2005 | Transamerica                                   | «Travelin' Thru»                   | Dolly Parton                                                                           | Dolly Parton                                  | Dolly Parton                                           |
| 2006 | An Inconvenient Truth                          | «I Need to Wake Up»                | Melissa Etheridge                                                                      | Melissa Etheridge                             | Melissa Etheridge                                      |
| 2006 | Cars                                           | «Our Town»                         | Randy Newman                                                                           | Randy Newman                                  | James Taylor                                           |
| 2006 | Dreamgirls                                     | «Listen»                           | Scott Cutler Henry Krieger                                                             | Anne Preven                                   | Beyoncé                                                |
| 2006 | Dreamgirls                                     | «Love You I Do»                    | Henry Krieger                                                                          | Siedah Garrett                                | Jennifer Hudson                                        |
| 2006 | Dreamgirls                                     | «Patience»                         | Henry Krieger                                                                          | Willie Reale                                  | Eddie Murphy, Anika Noni Rose i Keith D. Robinson      |
| 2007 | Once                                           | «Falling Slowly»                   | Glen Hansard Markéta Irglová                                                           | Glen Hansard Markéta Irglová                  | Glen Hansard i Markéta Irglová                         |
| 2007 | August Rush                                    | «Raise It Up»                      | Jamal Joseph Charles Mack Tevin Thomas                                                 | Jamal Joseph Charles Mack Tevin Thomas        | Jamia Simone Nash i Impact Repertory Theatre           |
| 2007 | Enchanted                                      | «Happy Working Song»               | Alan Menken                                                                            | Stephen Schwartz                              | Amy Adams                                              |
| 2007 | Enchanted                                      | «So Close»                         | Alan Menken                                                                            | Stephen Schwartz                              | Jon McLaughlin                                         |
| 2007 | Enchanted                                      | «That's How You Know»              | Alan Menken                                                                            | Stephen Schwartz                              | Amy Adams                                              |
| 2008 | Slumdog Millionaire                            | «Jai Ho»                           | A. R. Rahman Sampooran Singh Gulzar                                                    | A. R. Rahman Sampooran Singh Gulzar           | A. R. Rahman Sukhwinder Singh                          |
| 2008 | Slumdog Millionaire                            | «O... Saya»                        | A. R. Rahman M.I.A.                                                                    | A. R. Rahman M.I.A.                           | A. R. Rahman i M.I.A.                                  |
| 2008 | WALL·E                                         | «Down to Earth»                    | Peter Gabriel Thomas Newman                                                            | Peter Gabriel                                 | Peter Gabriel i The Soweto Gospel Choir                |
| 2009 | Crazy Heart                                    | «The Weary Kind»                   | Ryan Bingham T Bone Burnett                                                            | Ryan Bingham T Bone Burnett                   | Colin Farrell Jeff Bridges Ryan Bingham                |
| 2009 | Nine                                           | «Take It All»                      | Maury Yeston                                                                           | Maury Yeston                                  | Marion Cotillard                                       |
| 2009 | Faubourg 36                                    | «Loin de Paname»                   | Reinhardt Wagner                                                                       | Frank Thomas                                  | Nora Arnezeder                                         |
| 2009 | The Princess and the Frog                      | "Almost There"                     | Randy Newman                                                                           | Randy Newman                                  | Anika Noni Rose Dr. John                               |
| 2009 | The Princess and the Frog                      | "Down in New Orleans"              | Randy Newman                                                                           | Randy Newman                                  | Anika Noni Rose Dr. John                               |

### Dècada de 2010
| Any  | Pel·lícula                    | Cançó                                      | Música                                                | Lletra                                                | Intèrprets |
| ---- | ----------------------------- | ------------------------------------------ | ----------------------------------------------------- | ----------------------------------------------------- | --- |
| 2010 | Toy Story 3                   | «We Belong Together»                       | Randy Newman                                          | Randy Newman                                          | Randy Newman |
| 2010 | 127 Hours                     | «If I Rise»                                | A. R. Rahman                                          | Rollo Armstrong Dido                                  | Dido i A.R. Rahman |
| 2010 | Country Strong                | «Coming Home»                              | Tom Douglas Hillary Lindsey Troy Verges               | Tom Douglas Hillary Lindsey Troy Verges               | Leighton Meester Gwyneth Paltrow |
| 2010 | Tangled                       | «I See the Light»                          | Alan Menken                                           | Glenn Slater                                          | Mandy Moore i Zachary Levi |
| 2011 | The Muppets                   | «Man or Muppet»                            | Bret McKenzie                                         | Bret McKenzie                                         | Jason Segel i Peter Linz |
| 2011 | Rio                           | «Real in Rio»                              | Carlinhos Brown Sérgio Mendes                         | Siedah Garrett                                        | The Rio Singers |
| 2012 | Skyfall                       | «Skyfall»                                  | Adele Adkins Paul Epworth                             | Adele Adkins Paul Epworth                             | Adele |
| 2012 | Chasing Ice                   | «Before My Time»                           | J. Ralph                                              | J. Ralph                                              | Scarlett Johansson i Joshua Bell |
| 2012 | Les Misérables                | «Suddenly»                                 | Claude-Michel Schönberg                               | Alain Boublil Herbert Kretzmer                        | Hugh Jackman Amanda Seyfried i Eddie Redmayne |
| 2012 | La vida de Pi                 | «Pi's Lullaby»                             | Mychael Danna                                         | Bombay Jayashri                                       | Bombay Jayashri |
| 2012 | Ted                           | «Everybody Needs a Best Friend»            | Walter Murphy                                         | Seth MacFarlane                                       | Norah Jones |
| 2013 | Frozen: El regne del gel      | «Vol volar»                                | Kristen Anderson-Lopez Robert Lopez                   | Kristen Anderson-Lopez Robert Lopez                   | Idina Menzel Demi Lovato |
| 2013 | Gru 2, el meu dolent preferit | «Happy»                                    | Pharrell Williams                                     | Pharrell Williams                                     | Pharrell Williams |
| 2013 | Her                           | «The Moon Song»                            | Karen O                                               | Spike Jonze Karen O                                   | Scarlett Johansson i Joaquin Phoenix Karen O |
| 2013 | Mandela: Long Walk to Freedom | «Ordinary Love»                            | Bono The Edge Adam Clayton Larry Mullen Jr.           | Bono                                                  | U2 |
| 2014 | Selma                         | «Glory»                                    | John Legend Common Che Smith                          | John Legend Common Che Smith                          | Common John Legend |
| 2014 | Begin Again                   | «Lost Stars»                               | Gregg Alexander Danielle Brisebois                    | Gregg Alexander Danielle Brisebois                    | Keira Knightley Adam Levine |
| 2014 | Beyond the Lights             | «Grateful»                                 | Diane Warren                                          | Diane Warren                                          | Rita Ora |
| 2014 | Glen Campbell: I'll Be Me     | «I'm Not Gonna Miss You»                   | Glen Campbell Julian Raymond                          | Glen Campbell Julian Raymond                          | Glen Campbell |
| 2014 | La Lego pel·lícula            | «Everything Is Awesome»                    | Shawn Patterson                                       | Shawn Patterson                                       | Jo Li i The Lonely Island |
| 2014 | Alone Yet Not Alone           | «Alone Yet Not Alone»                      | Bruce Broughton                                       | Dennis Spiegel                                        | Joni Eareckson Tada |
| 2015 | Spectre                       | «Writing's on the Wall»                    | Jimmy Napes Sam Smith                                 | Jimmy Napes Sam Smith                                 | Sam Smith |
| 2015 | Fifty Shades of Grey          | «Earned It»                                | Belly DeHeala Stephan Moccio The Weeknd               | Belly DeHeala Stephan Moccio The Weeknd               | The Weeknd |
| 2015 | The Hunting Ground            | «Til It Happens to You»                    | Lady Gaga Diane Warren                                | Lady Gaga Diane Warren                                | Lady Gaga |
| 2015 | Racing Extinction             | «Manta Ray»                                | J. Ralph                                              | Anohni                                                | Anohni |
| 2015 | Youth                         | «Simple Song #3»                           | David Lang                                            | David Lang                                            | Sumi Jo |
| 2016 | La La Land                    | «City of Stars»                            | Justin Hurwitz                                        | Benj Pasek Justin Paul                                | Ryan Gosling Emma Stone |
| 2016 | Jim: The James Foley Story    | «The Empty Chair»                          | J. Ralph Sting                                        | J. Ralph Sting                                        | Sting |
| 2016 | La La Land                    | «Audition (The Fools Who Dream)»           | Justin Hurwitz                                        | Benj Pasek Justin Paul                                | Emma Stone |
| 2016 | Moana                         | «How Far I'll Go»                          | Lin-Manuel Miranda                                    | Lin-Manuel Miranda                                    | Auli'i Cravalho Alessia Cara |
| 2016 | Trolls                        | «Can't Stop the Feeling!»                  | Max Martin Shellback Justin Timberlake                | Max Martin Shellback Justin Timberlake                | Justin Timberlake, Anna Kendrick, Gwen Stefani, James Corden, Zooey Deschanel, Ron Funches, Caroline Hjelt, Aino Jawo, Christopher Mintz-Plasse i Kunal Nayyar |
| 2017 | Coco                          | «Remember Me»                              | Kristen Anderson-Lopez Robert Lopez                   | Kristen Anderson-Lopez Robert Lopez                   | Benjamin Bratt Gael García Bernal Anthony Gonzalez Ana Ofelia Murguía Miguel Natalia Lafourcade                                                                |
| 2017 | Call Me by Your Name          | «Mystery of Love»                          | Sufjan Stevens                                        | Sufjan Stevens                                        | Sufjan Stevens |
| 2017 | The Greatest Showman          | «This Is Me»                               | Benj Pasek Justin Paul                                | Benj Pasek Justin Paul                                | Keala Settle |
| 2017 | Marshall                      | «Stand Up for Something»                   | Diane Warren                                          | Common Diane Warren                                   | Andra Day i Common |
| 2017 | Mudbound                      | «Mighty River»                             | Mary J. Blige Raphael Saadiq Taura Stinson            | Mary J. Blige Raphael Saadiq Taura Stinson            | Mary J. Blige |
| 2018 | A Star Is Born                | «Shallow»                                  | Lady Gaga Mark Ronson Anthony Rossomando Andrew Wyatt | Lady Gaga Mark Ronson Anthony Rossomando Andrew Wyatt | Lady Gaga Bradley Cooper |
| 2018 | The Ballad of Buster Scruggs  | «When a Cowboy Trades His Spurs for Wings» | David Rawlings Gillian Welch                          | David Rawlings Gillian Welch                          | Tim Blake Nelson i Willie Watson |
| 2018 | Black Panther                 | «All the Stars»                            | Kendrick Lamar Sounwave Anthony Tiffith               | Kendrick Lamar SZA Anthony Tiffith                    | Kendrick Lamar i SZA |
| 2018 | Mary Poppins Returns          | «The Place Where Lost Things Go»           | Marc Shaiman                                          | Marc Shaiman Scott Wittman                            | Emily Blunt |
| 2018 | RBG                           | «I'll Fight»                               | Diane Warren                                          | Diane Warren                                          | Jennifer Hudson |
| 2019 | Rocketman                     | «(I'm Gonna) Love Me Again»                | Elton John                                            | Bernie Taupin                                         | Elton John Taron Egerton |
| 2019 | Breakthrough                  | «I'm Standing with You»                    | Diane Warren                                          | Diane Warren                                          | Chrissy Metz |
| 2019 | Frozen II                     | «Into the Unknown»                         | Kristen Anderson-Lopez Robert Lopez                   | Kristen Anderson-Lopez Robert Lopez                   | Idina Menzel |
| 2019 | Harriet                       | «Stand Up»                                 | Joshuah Brian Campbell Cynthia Erivo                  | Joshuah Brian Campbell Cynthia Erivo                  | Cynthia Erivo |
| 2019 | Toy Story 4                   | «I Can't Let You Throw Yourself Away»      | Randy Newman                                          | Randy Newman                                          | Randy Newman |

### Dècada de 2020
| Any  | Pel·lícula                                      | Cançó                              | Música                                       | Lletra                                       | Intèrprets                                  |
| ---- | ----------------------------------------------- | ---------------------------------- | -------------------------------------------- | -------------------------------------------- | ------------------------------------------- |
| 2020 | Judas and the Black Messiah                     | «Fight for You»                    | D'Mile H.E.R.                                | H.E.R Tiara Thomas                           | H.E.R.                                      |
| 2020 | Eurovision Song Contest: The Story of Fire Saga | «Husavik»                          | Rickard Göransson Fat Max Gsus Savan Kotecha | Rickard Göransson Fat Max Gsus Savan Kotecha | Will Ferrell, Rachel McAdams i Molly Sandén |
| 2020 | La vita davanti a sé                            | «Io sì»                            | Diane Warren                                 | Diane Warren Laura Pausini                   | Laura Pausini                               |
| 2020 | One Night in Miami...                           | «Speak Now»                        | Sam Ashworth Leslie Odom Jr.                 | Sam Ashworth Leslie Odom Jr.                 | Leslie Odom Jr.                             |
| 2020 | The Trial of the Chicago 7                      | «Hear My Voice»                    | Daniel Pemberton                             | Daniel Pemberton Celeste                     | Celeste                                     |
| 2021 | No Time to Die                                  | «No Time to Die»                   | Billie Eilish Finneas O'Connell              | Billie Eilish Finneas O'Connell              | Billie Eilish                               |
| 2021 | King Richard                                    | «Be Alive»                         | DIXSON Beyoncé Knowles-Carter                | DIXSON Beyoncé Knowles-Carter                | Beyoncé Knowles-Carter                      |
| 2021 | Encanto                                         | «Dos Oruguitas»                    | Lin-Manuel Miranda                           | Lin-Manuel Miranda                           | Sebastián Yatra                             |
| 2021 | Belfast                                         | «Down to Joy»                      | Van Morrison                                 | Van Morrison                                 | Van Morrison                                |
| 2021 | Four Good Days                                  | «Somehow You Do»                   | Diane Warren                                 | Diane Warren                                 | Reba McEntire                               |
| 2022 | RRR                                             | «Naatu Naatu»                      | M. M. Keeravani Chandrabose                  | M. M. Keeravani Chandrabose                  | Rahul Sipligunj i Kaala Bhairava            |
| 2022 | Black Panther: Wakanda Forever                  | «Lift Me Up»                       | Ryan Coogler Ludwig Göransson Rihanna Tems   | Ryan Coogler Ludwig Göransson Rihanna Tems   | Rihanna                                     |
| 2022 | Tot a la vegada a tot arreu                     | «This Is a Life »                  | David Byrne, Ryan Lott i Mitski              | David Byrne, Ryan Lott i Mitski              | David Byrne, Mitski                         |
| 2022 | Tell It Like a Woman                            | «Applause »                        | Diane Warren                                 | Diane Warren                                 | Diane Warren                                |
| 2022 | Top Gun: Maverick                               | «Hold My Hand »                    | BloodPop, Lady Gaga                          | BloodPop, Lady Gaga                          | Lady Gaga                                   |
| 2023 | Barbie                                          | «What Was I Made For?»             | Billie Eilish, Finneas O'Connell             | Billie Eilish, Finneas O'Connell             | Billie Eilish                               |
| 2023 | American Symphony                               | «It Never Went Away»               | Jon Batiste, Dan Wilson                      | Jon Batiste, Dan Wilson                      |                                             |
| 2023 | Barbie                                          | «I'm Just Ken»                     | Mark Ronson, Andrew Wyatt                    | Mark Ronson, Andrew Wyatt                    | Ryan Gosling                                |
| 2023 | Flamin' Hot                                     | «The Fire Inside»                  | Diane Warren                                 | Diane Warren                                 | Becky G                                     |
| 2023 | Killers of the Flower Moon                      | «Wahzhazhe (A Song for My People)» | Scott George                                 | Scott George                                 | Cantants tribals osage                      |

## Rècords

### Els que han guanyat més premis
Nombre de nominacions entre parèntesis
- 4: Sammy Cahn (25)
- 4: Johnny Mercer (18)
- 4: Jimmy Van Heusen (14)
- 4: Alan Menken (14)
- 3: Paul Francis Webster (16)
- 3: Harry Warren (11)
- 3: Ray Evans (7)
- 3: Jay Livingston (7)
- 3: Tim Rice (5)
- 2: Alan Bergman (15)
- 2: Marilyn Bergman (15)
- 2: Randy Newman (13)
- 2: Henry Mancini (11)
- 2: Ned Washington (11)
- 2: Sammy Fain (10)
- 2: Howard Ashman (7)
- 2: Jerome Kern (7)
- 2: Burt Bacharach (5)
- 2: Oscar Hammerstein II (5)
- 2: Stephen Schwartz (5)
- 2: Elton John (4)
- 2: Joel Hirschhorn (3)
- 2: Will Jennings (3)
- 2: Al Kasha (3)
- 2: Kristen Anderson-Lopez (3)
- 2: Robert Lopez (3)
- 2: Giorgio Moroder (2)

### Guanyadores
- Dorothy Fields va ser la primera cantant a guanyar aquest Oscar. Va escriure la lletra per The Way You Look Tonight (música de Jerome Kern) cantada per Fred Astaire a la pel·lícula En ales de la dansa. Va ser 32 anys abans que una segona dona fos premiada, Marilyn Bergman,que va coescriure amb el seu marit Alan la lletra per Windmills of Your Mind (música de Michel Legrand) per The Thomas Crown Affair en la 41a edició dels premis, el 1968.

Les guanyadores des d'aleshores:
Barbra Streisand per Evergreen de Ha nascut una estrella en la 41a edició dels premis, 1976, la primera compositora premiada.
Carole Bayer Sager per Arthur's Theme (Best That You Can Do) d'Arthur, el solter d'or en la 54a edició dels premis, el 1981.
Buffy Sainte-Marie per Up Where We Belong de Oficial i cavaller en la 55a edició dels premis el 1982.
Irene Cara per Flashdance... What a Feeling) de Flashdance en la 56a edició dels premis el 1983.
Carly Simon per Let the River Run de Working Girl en la 61a edició dels premis el 1988.
Annie Lennox per Into the West de El senyor dels anells: El retorn del rei en la 76a edició dels premis el 2003.
Fran Walsh per Into the West de El senyor dels anells: El retorn del rei en la 76a edició dels premis el 2003.
Melissa Etheridge per I Need to Wake Up de An Inconvenient Truth en la 79a edició dels premis, el 2006.
Markéta Irglová per Falling Slowly de Once) en la 80a edició dels premis el 2007.
En la 61a edició dels premis, el 1988, Carly Simon va ser la primera dona en guanyar sola aquest premi. Va ser Melissa Etheridge que va guanyar-lo en la 79a edició dels premis, el 2006.

### Guanyadors en llengua no anglesa
- Manos Hadjidakis va ser el primer a rebre aquest premi per una cançó original escrita en llengua no anglesa, a la 33a edició dels premis, el 1960 per Never on Sunday (títol grec Ta Paidia toy Peiraia) de la pel·lícula grega Never on Sunday (títol grec Pote tin Kyriaki).
- Jorge Drexler va ser el segon en guanyar el premi en llengua no anglesa per Al otro lado del río de The Motorcycle Diaries a la 77a edició, el 2004. Aquell any una altra cançó en llengua no anglesa va ser nominada, la del compositor Bruno Coulais i lletrista Christophe Barratier, Vois Sur Ton Chemin de la pel·lícula francesa Les Choristes.
- A. R. Rahman i Gulzar són el tercer i quart guanyador en aquesta categoria, amb la cançó en Hindi Jai Ho de Slumdog Millionaire, a la 81a edició, el 2009. Aquell mateix any, O... Saya, una altra cançó en Hindi de la mateixa pel·lícula i M.I.A., va ser també nominat, sent el primer cop que dues cançons en llengua no anglesa han estat nominades en aquesta categoria-